# Landeryds hembygdspark

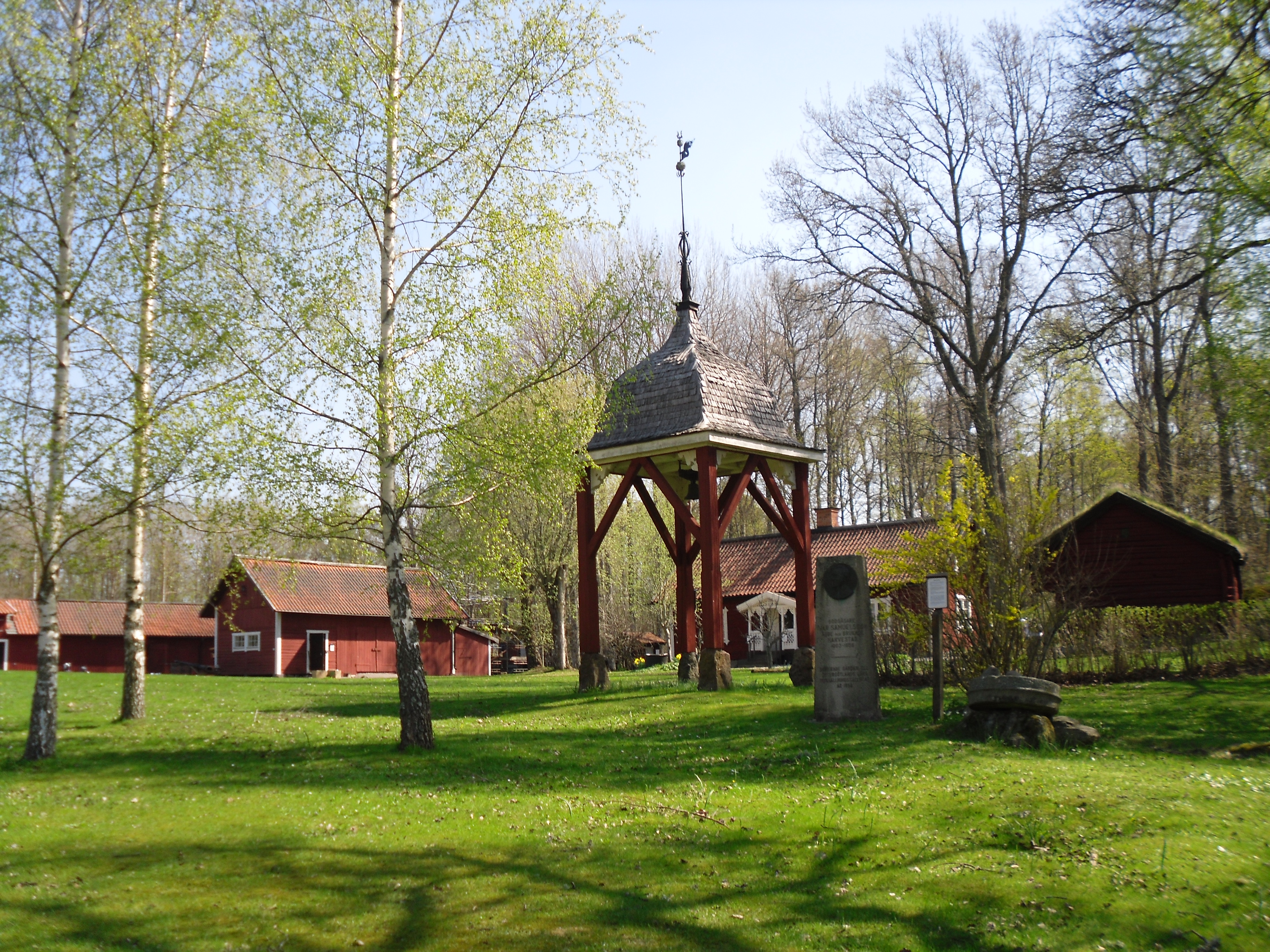
Landeryds hembygdspark i vårskrud. Klockstapel och minnessten i mitten av bilden.

Landeryds hembygdspark är en hembygdsgård i Landeryds socken, Linköpings kommun, Östergötlands län. 

## Historik
Landeryds hembygdsförening övertog fastigheten Smedjan vid Harvestad och började anlägga parken 1991 samt invigdes 1994 av Östergötlands dåvarande landshövding Rolf Wirtén. Förutom den befintliga smedjan har sex byggnader flyttats till hembygdsparken, samt 4 byggnader som byggts upp, såsom vagnslider, hyvelhus och liten smedja.

## Parken idag
Parken inrymmer idag en örtagård, en scen (Smedjebacken) där publiken sitter i en ekbacke, vandringsleder, klockstapel från Harvestad gård, minnessten över patron Ivar Samuelsson på Harvestad gård och en av Östergötlands äldsta och största ekar.
I hembygdsparken finns ett flertal museer såsom Hackefors porslinsmuseum, textilmuseum, skolmuseum, en utställning om bygdemålstalaren Anners Annersa på Hultet, torp- och bodsinteriörer samt utställning av gamla foton från bygden.
Återkommande arrangemang i parken är nationaldagsfirande, allsångskvällar, sommarfest och julmarknad. I parken spelas friluftsteater på somrarna. 2005, 2006 och 2008 uppsattes folklustspelet Hemsöborna av August Strindberg. Somrarna 2009 och 2010 spelades farsen Spanska Flugan. Sommaren 2011 gavs en revy "Sommarskojarna"